# Il regno di questo mondo
Il regno di questo mondo (titolo orig. El reino de este mundo) è un romanzo dello scrittore Alejo Carpentier, pubblicato a Cuba nel 1949, il cui tema principale è la rivoluzione haitiana. Opera dal grande valore letterario, al quale contribuiscono la dedizione e la comprensione della cultura americana che l'autore magnamente possedeva, attraverso un cosmopolitismo letterario veramente raro.

## Istanze precedenti
Al fascino del Barocco e al contatto con il Surrealismo durante il suo soggiorno in Europa, si sommano le esperienze vissute da Carpentier al suo rientro a Cuba. Assistere ad una cerimonia vudú ha svegliato in lui l'interesse per l'Afro-cubanismo. Oltretutto, nel 1943 ha compiuto un viaggio ad Haiti, che è stato per lui cruciale, dove ha visitato la fortezza di Laferrière. Sia la città che la fortezza furono costruite dall'imperatore nero Henri Christophe.

## Il "Real Maravilloso"
Nel prologo di Il regno di questo mondo, Carpentier ha descritto la sua prospettiva del «real maravilloso» o maravilloso real, che alcuni critici interpretano come antonimo del realismo magico, anche se tale associazione non è corretta (vedere anche: real-maravilloso).
A grandi linee, il concetto di real maravilloso implica un senso di sorpresa davanti a ciò che è inusuale e inaspettato, o un fenomeno improbabile. Ciò può avvenire in diversi modi: naturalmente, come risultato della manipolazione intenzionale della realtà o per la percezione dell'artista, o, infine per cause soprannaturali. Il risultato è la presenza di qualcosa di diverso dal normale.
Carpentier, già allontanatosi dai surrealisti, conclude che il «real maravilloso» è elemento naturale della Latinoamerica, nonché suo patrimonio.
È per questo che alcuni dei personaggi del romanzo sono presi della realtà, come per esempio François Mackandal, la più famosa guida della Rivoluzione haitiana.
Il Maravilloso, secondo ciò che Carpentier scrive nel prologo, diviene inequivocabile quando sorge da un'alterazione della realtà (il miracolo), da una relazione privilegiata della realtà, da un'illuminazione insolita o favorevole alle inavvertite ricchezze della realtà, da un ampliamento delle scale e delle categorie della realtà, percepite con particolare intensità in virtù di un'esaltazione dello spirito che lo conduce verso uno «stato limite».La sensazione del Maravilloso presuppone una fede; colui che non crede nei santi non può curarsi con miracoli di essi.
Gli scrittori latinoamericani posteriori subirono una forte influenza da parte di quest'opera e da tutta la teoria del Maravillloso che essa porta con sé.

## Personaggi principali

### Ti Noél
È il protagonista dell'opera. Non sa leggere, è seguace di Mackandal e Bouckman; il suo proprietario è Monsieur Lenormand de Mezy. Dopo le rivolte di Haiti, la casa del padrone è andata distrutta, perciò Lenormand viaggia con i suoi schiavi verso Cuba in cerca di un altro destino; lì il padrone inizia a giocare a carte finché non perde tutto, incluso Ti Noél. Con il suo nuovo padrone, Ti Noél raccoglie il denaro sufficiente per tornare sottocoperta ad Haiti. Lì vivrà nelle rovine dell'antica casa di Lenormand e parteciperà in maniera importante alla caduta del re nero Christophe, che nel frattempo era divenuto un tiranno peggiore dei francesi. Alla fine, durante il governo dei mulatti repubblicani, questi praticherà l'esercizio della metamorfosi e il dominio delle forze della natura.
Ti Noel, da un lato rappresenta la fede nella tradizione africana di Haiti, il vudú, il teriomorfismo, la magia, ecc., e, dall'altro, è un uomo che innanzitutto è un amante della libertà.

### Mackandal
Il ribelle che istiga la rivolta. In un incidente perde un braccio e Ti Noel fa amicizia con lui. Mackandal gli fa incontrare una donna con poteri magici (strega). Mackandal scappa e Ti Noel riceve da lui un biglietto per incontrarsi in una grotta. Mackandal impara a usare i funghi velenosi e riesce ad avvelenare molti maestri e intere famiglie. I coloni riescono a catturare Mackandal. Quando decidono di metterlo al rogo, come lezione per gli schiavi, Mackandal sembra volare sugli schiavi neri che corrono in preda al panico pensando che egli sia scappato, senza rendersi conto che è stato nuovamente catturato e gettato nel fuoco. Gli schiavi pensavano che si fosse trasformato in una farfalla (alla fine Mackandal diventerà il nome di una specie di farfalle di Haiti), ottenendo così la libertà. La trasformazione è vista solo dagli schiavi e dagli iniziati della religione vudù. Il potere di cambiare forma è una caratteristica delle religioni animiste, e ciò è esattamente ciò che Carpentier intende per "real maravilloso". I padroni non sono consapevoli di questa trasformazione. Carpentier rivela questi due punti di vista, cambiando la prospettiva narrativa. Mackandal è l'idolo degli schiavi nell'opera, poiché simboleggia la libertà e i poteri strettamente afroamericani.

### Bouckman
È un personaggio storico. Figura giamaicana, successore e prosecutore dei progetti del monco Mackandal. Dirige la seconda rivolta di neri, muore decapitato.

## Trama
Il padrone di Ti Noel, Lenormand de Mezy, rimasto vedovo, sposa una vedova che muore poco dopo; allora va alla ricerca di Mademoiselle Floridor, un'attrice fallita che diventerà la sua amante. Presto compare un leader ribelle, Bouckman, al comando di una rivolta molto più grande della precedente. Anche Ti Noél si unisce alla ribellione. Lui e gli altri schiavi attaccano la casa del padrone, oltraggiano e uccidono Mademoiselle Floridor. Lenormand de Mezy si nasconde in un pozzo, scampando alla furia omicida degli schiavi. La ribellione è repressa con l'arresto e la decapitazione di Bouckman, gli altri ribelli sono fucilati. Ti Noél viene risparmiato perché il suo padrone intercede per lui. Dopo un lungo viaggio di riposo, Lenormand de Mezy muore e Ti Noél passa a un nuovo padrone; nel frattempo, poco a poco, mette da parte del denaro per comprare la libertà; una volta ottenutala, si rifugia nel casale di Lenormand de Mezy. Un giorno vede passare soldati vestiti in modo molto diverso da quelli spagnoli, quindi li segue, scoprendo così che su Santo Domingo regna Henri Christophe, un monarca di colore; inizialmente crede di aver trovato un regno più giusto, ma quando viene arrestato dai soldati di Christophe, si accorge che questo nuovo regno è peggiore della monarchia francese.
Parallelamente a queste vicende si racconta di Solimán, uno schiavo massaggiatore di Paolina Bonaparte, giunta con il primo marito, il generale Leclerc, inviato dal cognato Napoleone.
Solimán, secondo il testo, si innamora di Paolina, che prova grande piacere nell'essere oggetto di desiderio degli uomini. Alla morte di Leclerc, Paolina sparisce e Solimán è convinto di non vederla più. Ma a causa dei metodi brutali di Henri Christophe, che ha anche fatto murare vivo il suo confessore per aver voluto lasciare il regno con i segreti reali, scoppia una più feroce ribellione e il monarca, pressato dalla furia dei sudditi, si toglie la vita. Anche il figlio del re viene trucidato, mentre la moglie (Marie Louise) e le figlie (Atenais e Amatista), vengono salvate e fatte fuggire dai paggi rimasti nel palazzo. Anche Solimán è con loro. In seguito l'ex regina e le principesse con i loro fedeli riparano a Roma, dove un giorno Solimán rivede Paolina, o meglio la sua statua.
Ti Noél, invece, passa i suoi giorni tra le rovine della casa di Lenormand de Mezy chiedendosi che fare nella vita; pratica l'arte di trasformarsi in animale, per poi capire che ciò non serve, dato che molti animali, come l'oca, praticano discriminazioni e non lo considerano. Egli rimpiange il giorno in cui ha conosciuto Mackandal, dubitando di essere altrettanto coraggioso, perché i poteri di Mackandal erano stati concepiti per reclamare i diritti di altri uomini. Giorni dopo si scatena una tormenta infernale, che distrugge tutto al suo passaggio, dopo la quale non si sa più nulla di Ti Noél. Questo finale insinua che probabilmente sia stato portato via dal suo amico Mackandal.

## Idee sul romanzo nel prologo di Alejo Carpentier
1 - È esistito un Mackandal, dotato di poteri provenienti dalla fede dei suoi contemporanei, e la sua magia ha incoraggiato una delle rivolte più drammatiche e strane della Storia.
2 - Si narra una successione di fatti straordinari avvenuti nell'isola di Santo Domingo, in una determinata epoca che non raggiunge in lunghezza il periodo di una vita umana, lasciando che il Maravilloso fluisca liberamente da una realtà rigorosamente seguita in tutti i suoi dettagli.
3 - Il romanzo è stato stabilito su una documentazione rigorosa che non solo rispetta la verità storica degli eventi, bensì anche dei nomi dei personaggi -inclusi quelli secondari-, dei luoghi e persino delle strade; e, dietro la sua apparente atemporalità, si nasconde una raccolta meticolosa di date e cronologia.
Tuttavia, per la drammatica singolarità degli eventi e la fantastica posizione dei personaggi che vi si trovano, in un determinato momento, nel magico crocevia di Cap Français, tutto risulta meraviglioso in una storia così reale.

## Edizioni italiane
- Il regno di questa terra. Romanzo, traduzione di Adriana Pellegrini, Collana La Gaja Scienza n.157, Milano, Longanesi, 1959.
- Il regno di questo mondo, traduzione di Angelo Morino, Collana Nuovi Coralli n.435, Torino, Einaudi, 1983, ISBN 88-06-11854-4.